# Nancy Stark Smith
Nancy Stark Smith (New York, 11 febbraio 1952 – Northampton, 1º maggio 2020) è stata una ballerina statunitense, creatrice, assieme a Steve Paxton, della contact improvisation avendo un ruolo fondamentale nel suo sviluppo.

## Biografia
Iniziò a praticare la ginnasta e solo in un secondo tempo studiò danza moderna e postmoderna iniziando ad esibirsi agli inizi degli anni 1970.
Nel gennaio 1972, studiava all'Oberlin College (Ohio) quando Steve Paxton venne a tenere un seminario sul balletto Magnesium, prima coreografia di contact improvisation. Nel giugno 1972, fece parte di un gruppo di allievi invitati da Paxton a partecipare ad un workshop che diede poi luogo a delle nuove esibizioni di contact improvisation alla John Weber Gallery di New York.
Da quel momento decise di dedicare la sua carriera alla contact improvisation, come danzatrice, insegnante, coreografa e organizzatrice. Da allora ha viaggiato per il mondo intero per presentare delle rappresentazioni di contact improvisation.
Ha collaborato con diversi ballerini, fra i quali Steve Paxton, Julyen Hamilton, Karen Nelson e, recentemente, il musicista Mike Vargas. Nel 1975 ha creato Contact Quarterly, giornale internazionale sulla danza e l'improvvisazione, che continua le sue pubblicazioni ancora oggi.